# Кранська Гора
Кранська Гора (словен. Kranjska Gora) — поселення в общині Кранська Гора, Горенський регіон, Словенія. Висота над рівнем моря: 806,3 м.

## Клімат
Селище знаходиться у зоні, котра характеризується вологим континентальним кліматом з теплим літом. Найтепліший місяць — липень із середньою температурою 16.1 °C (61 °F). Найхолодніший місяць — січень, із середньою температурою -5 °С (23 °F).
| Клімат Кранської Гори   | Клімат Кранської Гори | Клімат Кранської Гори | Клімат Кранської Гори | Клімат Кранської Гори | Клімат Кранської Гори | Клімат Кранської Гори | Клімат Кранської Гори | Клімат Кранської Гори | Клімат Кранської Гори | Клімат Кранської Гори | Клімат Кранської Гори | Клімат Кранської Гори | Клімат Кранської Гори |
| Показник                | Січ.                  | Лют.                  | Бер.                  | Квіт.                 | Трав.                 | Черв.                 | Лип.                  | Серп.                 | Вер.                  | Жовт.                 | Лист.                 | Груд.                 | Рік                   |
| Абсолютний максимум, °C | 12                    | 15                    | 18                    | 23                    | 27                    | 30                    | 33                    | 33                    | 29                    | 24                    | 16                    | 12                    | 33                    |
| Середній максимум, °C   | 0                     | 3                     | 7                     | 12                    | 16                    | 20                    | 22                    | 22                    | 18                    | 12                    | 5                     | 1                     | 12                    |
| Середня температура, °C | −4                    | −2                    | 2                     | 6                     | 10                    | 13                    | 15                    | 15                    | 12                    | 6                     | 2                     | −2                    | 6                     |
| Середній мінімум, °C    | −9                    | −7                    | −3                    | 0                     | 4                     | 7                     | 9                     | 9                     | 6                     | 1                     | −1                    | −6                    | 1                     |
| Абсолютний мінімум, °C  | −29                   | −24                   | −18                   | −9                    | −8                    | −2                    | −1                    | 0                     | −1                    | −8                    | −13                   | −18                   | −29                   |
| Норма опадів, мм        | 60                    | 80                    | 130                   | 130                   | 160                   | 150                   | 140                   | 170                   | 160                   | 230                   | 170                   | 100                   | 1740                  |
| Днів з дощем            | 7                     | 9                     | 8                     | 8                     | 10                    | 9                     | 9                     | 9                     | 9                     | 9                     | 9                     | 9                     | 87                    |
| ----------------------- | --------------------- | --------------------- | --------------------- | --------------------- | --------------------- | --------------------- | --------------------- | --------------------- | --------------------- | --------------------- | --------------------- | --------------------- | --------------------- |
| Джерело: Weatherbase    |                       |                       |                       |                       |                       |                       |                       |                       |                       |                       |                       |                       |                       |